# وانغ جيلين
وانغ جيلين (بالصينية: 王哲林) مواليد 20 يناير 1994، هو لاعب كرة سلة صيني يلعب في الرابطة الصينية لكرة السلة ويحمل الرقم 22. يبلغ طوله 7 قدم 0 بوصة (2.1 م). مثّل منتخب الصين لكرة السلة.

## روابط خارجية
- وانغ جيلين على موقع الاتحاد الدولي لكرة السلة (الإنجليزية)
- وانغ جيلين على موقع سبورتس رفرنس (الإنجليزية)
- وانغ جيلين على موقع كرة السلة الأوروبية.كوم (الإنجليزية)
- وانغ جيلين على موقع DraftExpress.com (الإنجليزية)
- وانغ جيلين على موقع ريلجم (الإنجليزية)
- وانغ جيلين على موقع بروبوليرز (الإنجليزية)
- وانغ جيلين على موقع سبورتس رفرنس (الإنجليزية)
- وانغ جيلين على موقع أوليمبيديا (الإنجليزية)
- وانغ جيلين على موقع اللجنة الأولمبية الصينية (الإنجليزية)